# Richard Bordenache
Richard Bordenache (n. 10 mai 1905, Botoșani – d. 14 aprilie 1982) a fost un arhitect român, profesor universitar la București. A realizat lucrări aparținînd curentului funcționalist (construcții cu destinație industrială, precum ansamblul „Optica Română” sau halele laminoarelor de la Reșița, și construcții cu destinație culturală - sala „Studio” a Teatrului „Lucia Sturdza-Bulandra”).

## Studii
A urmat Școala Superioară de Arhitectură, luându-și diploma în 1929. Între anii 1931-1933 a fost bursier al Școlii române din Roma. În această perioadă a călătorit în Italia și în sudul Franței, pentru a studia monumente și situri arheologice, și a aprofundat cunoașterea artei medievale și renascentiste.
După ce Richard Bordenache a sejurnat doi ani și jumătate în cadrul Școlii Române din Roma, la sfârșitul lunii septembrie 1932 directorul Emil Panaitescu i-a acordat permisiunea de a locui în instituție ca „ex-socio” pe toată durata iernii, deoarece s-a implicat în organizarea primei expoziții a Accademiei di Romania, deschisă în contextul inaugurării noului palat din Valle Giulia la începutul lunii ianuarie a anului 1933, fiind însărcinat de Panaitescu cu adunarea lucrărilor foștilor membri arhitecți ai Școlii și cu expedierea lor la Roma. Pe când era membru al Școlii Române din Roma, Richard Bordenache s-a căsătorit cu Gabriella Battaglia.

## Funcții
A fost întâi referent în Consiliul Tehnic Superior și apoi Director al Direcției de Urbanism din Ministerul Lucrărilor Publice.
Din data de 1 martie 1941, Richard Bordenache  a fost detașat la „Comisiunea pentru declararea și controlul averilor demnitarilor Statului”, pentru expertizarea și evaluarea imobilelor urbane și rurale ale foștilor demnitari supuși controlului averii.
Prin decizia ministerială Nr. 3.097 din 1 februarie 1945, Richard Bordenache, profesor la Facultatea de Arhitectură, a fost numit membru al Consiliului Superior de Arhitectură, al cărui președinte era Duiliu Marcu.
După anul 1949, a lucrat pe rând la Institutul de Proiectări în Construcții, La Institutul „Proiect - București" și la Institutul Central de Sistematizare a Orașelor și Regiunilor (ICSOR), în calitate de Șef de Proiect sau îndeplinind alte funcții de conducere. Din anul 1959 a fost conducător de atelier de proiectare și director al Direcției Monumentelor Istorice.
Și-a înființat propriul birou de proiectare, în cadrul căruia a realizat proiecte de locuințe în vile și blocuri de apartamente, imobile administrative, construcții industriale și rurale.

## Lucrări de arhitectură
Enumerăm cele mai importante lucrări ale sale:
- Ansamblul „Industria Optică Română”, București (1938-1939, 1941-1942),
- Laminoarele de la Reșița (1939-1940),
- Hală de montaje la șantierele navale Galați (1939-1940),
- Sala „Studio” a teatrului „Lucia Sturdza Bulandra” (1940-1948),
- Șantierul naval Turnu Severin (1941-1942),
- Casă de odihnă Snagov (1950-1951),
- Amenajarea calcanului fostului imobil “Generala” (1950-1951),
- Institutul de Studii Economice și Politice, Iași (1950-1953),
- Institutul de Mine, Petroșani (1950-1953),
- Restaurant școală, București (1953).

## Activitate didactică
În perioada 1944-1971 a fost profesor de Istoria Arhitecturii Vechi, în cadrul Facultății de Arhitectură, devenită Institutul de Arhitectură „Ion Mincu” din București.

## Scrieri
- Richard Bordenache, Harry Stern, Documentar analitic. Studiul ordinelor și elementelor de arhitectură clasică, Antichitatea greco-romană și Renașterea. Arhitectura Romei Antice. Arhitectura Renașterii, Editura Tehnică, 1957